# برگه ۶۹۳
برگه ۶۹۳ (به انگلیسی: Breguet 693) یک هواگرد ساختِ کارخانهٔ برگه اویاسیون در کشور فرانسه است که در سال ۱۹۳۹-۱۹۴۰ ساخته شد. نخستین استفاده‌کنندهٔ این هواپیما نیروی هوایی فرانسه بوده‌است. این هواگرد برای نخستین بار در ۱۹۳۸ میلادی مورد استفاده قرار گرفت.